# Joseph Massolle

Joseph Massolle, Hans Vogt, Jo Engl (vorne, v. l. n. r.) im September 1922

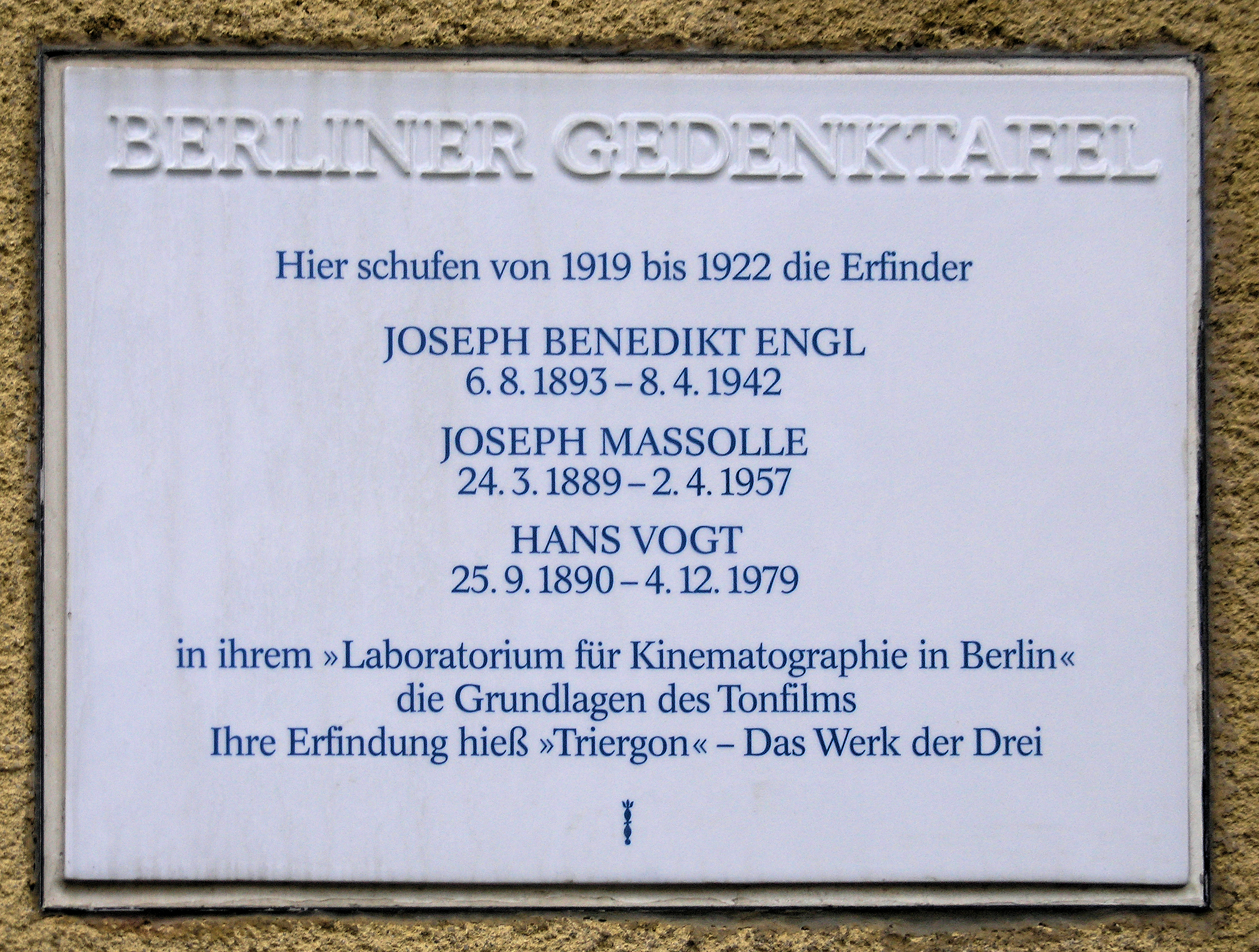
Berliner Gedenktafel am Haus Babelsberger Straße 49, in Berlin-Wilmersdorf

Joseph Massolle (* 24. März 1889 in Bielefeld; † 2. April 1957 in Berlin) war ein deutscher Toningenieur, Filmproduzent und Miterfinder des Tonfilms.

## Leben
Er kam als Sohn des Bielefelder Schneidermeisters Carl Joseph Massolle († 1902) und seiner Ehefrau Therese Wilhelmine Ferdinande († 1905) zur Welt. Massolle erlernte zunächst das Werkzeugmacherhandwerk, bildete sich aber autodidaktisch zum Ingenieur. Von 1907 bis zum Ende des Ersten Weltkrieges diente er unter anderem als Funktelegrafist in der Kaiserlichen Marine. Danach kam er nach Berlin, wo er in den Jahren 1919 bis 1922 zusammen mit dem Physiker Joseph Benedict Engl und dem Ingenieur Hans Vogt das Tri-Ergon-Verfahren entwickelte, bei dem Schall in Lichtschwankungen umgewandelt und auf lichtempfindliche Filme übertragen wird. Am 17. September 1922 zeigten die Erfinder in den Alhambra-Lichtspielen am Kurfürstendamm mit Der Brandstifter ihre erste Vorführung nach dem Lichttonverfahren. Aufgrund mangelnder Nachfrage in Deutschland waren sie in Zeiten der Inflation gezwungen, die Erfindung günstig an eine Schweizer Kapitalgesellschaft zu verkaufen, die das Verfahren an die Fox-Case Corporation veräußerte. Massolle ging später zur Ufa-Filmgesellschaft und wurde verantwortlicher Leiter für die Tontechnik. Dieses Amt bekleidete er bis 1945.
Die Technische Universität Berlin verlieh Massolle 1954 den Titel eines Dr.- Ing. e.h.
Die Gesellschaft für Erfindungswesen in Berlin richtete im August 1956 eine Anfrage mit dem Vorschlag, Massolle einen Ehrensold zu gewähren, an Bundespräsident Theodor Heuss und den West-Berliner Senator für Volksbildung Joachim Tiburtius. Aufgrund der Tatsache, dass dem Bundespräsidenten kein Fonds für diese Zwecke zur Verfügung stand, schlug Heuss vor, dass die Gesellschaft auch die Filmindustrie um Unterstützung bitten solle. Der Berliner Senat erkannte keine „soziale Bedürftigkeit“ an und entschied sich daher dagegen, Massolle zu unterstützen.
Zuletzt lebte Massolle in Berlin-Kladow und sorgte mit Gelegenheitsarbeiten für sein Auskommen. Er starb nach langer, schwerer Krankheit im Alter von 68 Jahren.

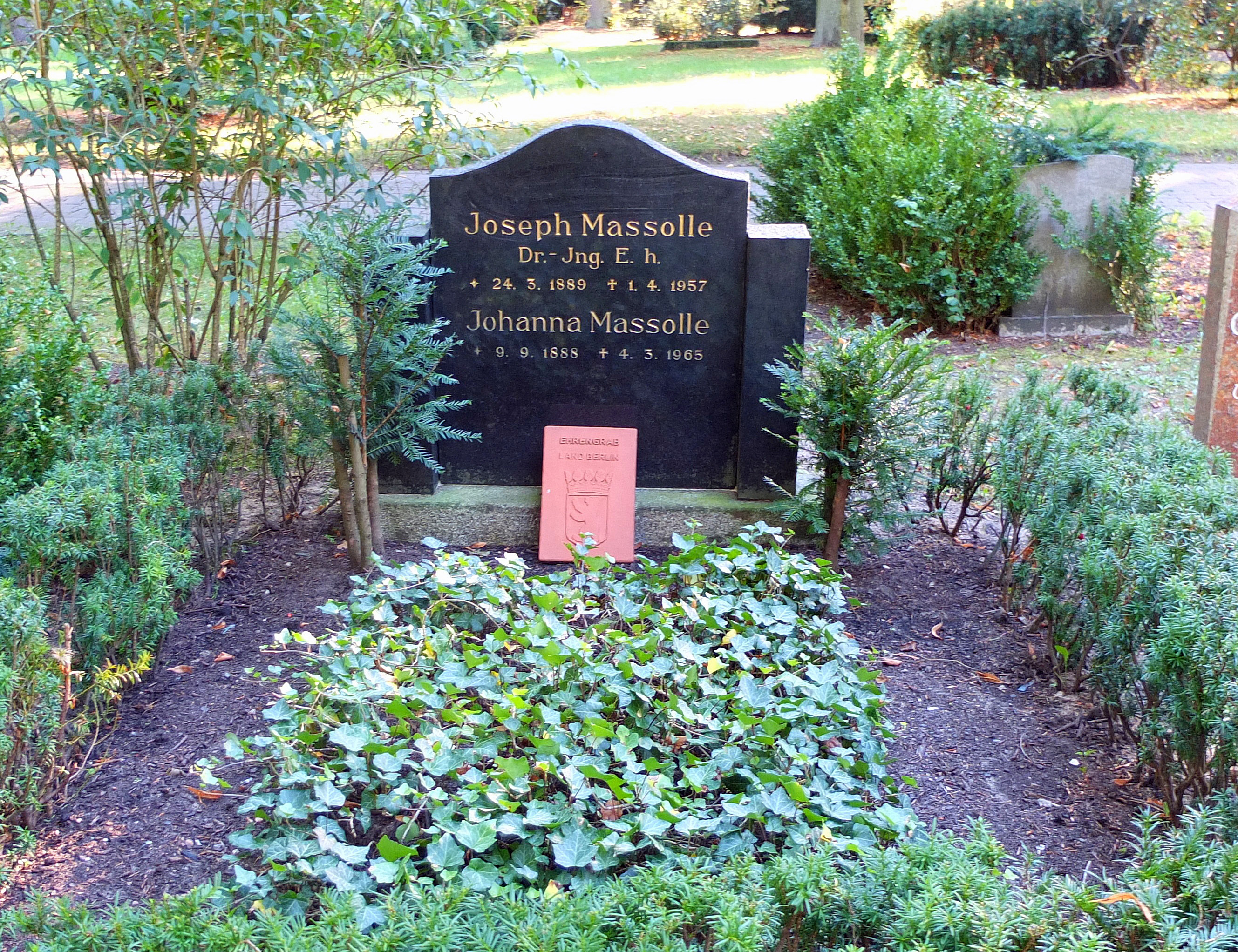
Grabstätte

Er ist auf dem Friedhof In den Kisseln beigesetzt. Sein Grab war von 1994 bis 2015 als Ehrengrab der Stadt Berlin gewidmet.
In seiner Geburtsstadt Bielefeld ist ihm und dem ebenfalls in Bielefeld geborenen Friedrich Wilhelm Murnau das MuMa-Forum gewidmet, das von der Stiftung Tri-Ergon Filmwerk unterhalten wird. Die Stadt Bielefeld ehrte ihren Sohn zudem mit der Benennung der Joseph-Massolle-Straße ⊙ in unmittelbarer Nähe des Bielefelder Hauptbahnhofs.

## Filmografie
- 1923: Ein Tag auf dem Bauernhof. Kurz-Spielfilm. Regie: Walter Doerry (P)
- 1923: Tri-Ergon Film Varieté . Kompilation (P)
- 1923: Papageno und Papagena. Scenen aus Mozarts „Zauberflöte“. Kleine Oper in einem Akt. Kurz-Spielfilm. Regie: Walter Doerry (P, T)
- 1924: Ein Blick hinter die Kulissen. Kurz-Dokumentarfilm (P)
- 1928: Deutscher Rundfunk. Dokumentarfilm. Regie: Walther Ruttmann (Regie-Assistenz)
- 1929: Die Nacht gehört uns. Spielfilm. Regie: Carl Froelich (T)
- 1930: Brand in der Oper. Spielfilm. Regie: Carl Froelich (T)
- 1930: Westfront 1918. Spielfilm. Regie: G. W. Pabst (T)
- 1930: Barcarolle d’amour. Spielfilm. Regie: Carl Froelich und Henry Roussell (T)
- 1930: Hans in allen Gassen. Spielfilm. Regie: Carl Froelich (T)
- 1930: La folle aventure. Spielfilm. Regie: Carl Froelich und André-Paul Antoine (T)

P: Produzent, T: Tonleitung